# Opičje koze
Opičje koze ali mpox so nalezljiva bolezen, ki jo povzroča virus opičjih koz. Pojavlja se pri določenih živalih, tudi pri človeku. Bolezen se začne kazati z vročino, glavobolom, bolečinami v mišicah, oteklimi bezgavkami in utrujenostjo. Sledi pojav izpuščaja; tvorijo se mehurji ter nato kraste. Čas od izpostavitve virusu do pojava simptomov je od 5 do 21 dni. Simptomi vztrajajo običajno dva do štiri tedne. Lahko so blagi ali pa popolnoma odsotni. Klasična klinična slika z vročino in mišično bolečino, čemur sledita otekanje bezgavk in pojav vseh lezij v isti fazi, ni značilna za vse izbruhe. Primeri so lahko hudi, še zlasti pri otrocih, nosečnicah in imunsko oslabelih ljudeh.
Človek se lahko okuži pri stiku z okuženim mesom divjih živali, ob ugrizu ali opraskanju okužene živali, stiku s telesnimi izločki ali okuženimi predmeti ter ob tesnem stiku z bolnikom. Virus v naravi kroži med določenimi glodavci v Afriki. Okužba se potrdi z dokazom virusne DNK iz bolnikove kožne lezije. Bolezen se kaže s podobnimi znaki kot vodene koze.
Cepivo proti črnim kozam je 85-odstotno učinkovito pri preprečevanju okužbe z opičjimi kozami. Leta 2019 so v ZDA odobrili cepivo proti opičjim kozam (Jynneos). Standardno zdravilo za zdravljenje opičjih koz je trenutno tekovirimat; gre za specifično protivirusno zdravilo za zdravljenje ortopoksivirusnih okužb, kamor spadajo tudi črne koze. Zdravilo je odobreno za zdravljenje opičjih koz tako v ZDA kot v EU. Učinkovita sta lahko tudi cidofovir in brincidofovir  Po podatkih iz Afrike lahko nezdravljena okužba, ki jo povzroča virus iz virusne gruče kongovskega bazena, povzroči smrt pri do 10 oziroma 11 % bolnikov.
Bolezen so prvič zaznali leta 1958, in sicer med opicami v enem od laboratoriju v Kopenhagnu na Danskem. Bolezen pri človeku so prvič opisali leta 1970 v Demokratični republiki Kongo. Bolezen je endemična v osrednji in zahodni Afriki in predvidevajo, da tam več različnih sesalčjih vrst predstavlja naravni rezervoar virusa. Od prvega opisa okužbe pri človeku se je pogostnost in resnost izbruhov povečevala, verjetno tudi zaradi zmanjšane čredne imunosti zaradi opustitve cepljenja proti črnim kozam, ki predstavlja zaščito tudi proti opičjim kozam. Leta 2003 je prišlo do izbruha okužbe v ZDA, bil pa je povezan z eno od trgovin z domačimi živalmi, kjer so prodajali tudi glodavce, uvožene iz Gane. Prvi večji prenos bolezni v skupnosti zunaj Afrike so zabeležili maja 2022 v Združenem kraljestvu, o primerih lokalne okužbe pa so v tem času poročali tudi v drugih državah Evrope, v Severni Ameriki in Avstraliji. 24. 5. 2022 so tudi v Sloveniji poročali o prvem primeru okužbe, in sicer pri moškem, ki je pripotoval s Kanarskih otokov. Primeri so se večinoma, toda ne izključno, pojavili med moškimi, ki imajo spolne odnose z moškimi (MSM), vendar so zdravstveni organi poudarili, da se lahko bolezni naleze vsakdo, še zlasti v primeru tesnega stika s simptomatsko osebo.  Svetovna zdravstvena organizacija je julija 2022 razglasila, da gre za izbruh, ki predstavlja javnozdravstveno krizo svetovnih razsežnosti, maja 2023 pa je ta status preklicala zaradi nadzora nad izbruhom s pomočjo cepljenja in ustreznega osveščanja javnosti. Leta 2023 je prišlo do izbruha opičjih koz v Demokratični republiki Kongo. Do avgusta 2024 se je bolezen razširila v več afriških držav, kar je porodilo zaskrbljenost, da se je virus prilagodil in se lažje prenaša med ljudmi. 14. avgusta 2024 je Svetovna zdravstvena organizacija ponovno razglasila izbruh, ki predstavlja javnozdravstveno krizo svetovnih razsežnosti. Naslednji dan so poročali o prvem primeru bolnika zunaj Afrike, in sicer na Švedskem.

## Poimenovanje
Bolezen se imenuje opičje koze (angl. monkeypox), ker so jo prvič opisali pri laboratorijskih opicah. Poimenovanje je bilo kasneje predmet kritik, saj predstavlja po eni strani neustrezno navezavo na opice, ki niso glavni gostitelj ali rezervoar virusa, po drugi strani pa je lahko rasistično in stigmatizirajoče, saj kaže na to, da so afriške dežele vir okužb.
Novembra 2022 je Svetovna zdravstvena organizacija objavila, da sprejema v angleščini novo poimenovanje mpox ter druge spodbudila, da ga sprejmejo. V slovenščini se v splošni uporabi še vedno široko uporablja poimenovanje opičje koze, medtem ko se v medicinskih besedilih pojavlja tudi kar angleško poimenovanje mpox.

## Simptomi in klinični znaki
Klinični potek opičjih koz je običajno blag. Inkubacijska doba oziroma čas od izpostavitve virusu do pojava simptomov je okoli 10 dni, lahko tudi do 21 dni. Bolezen se začne kazati z vročino, glavobolom, bolečinami v mišicah, oteklimi bezgavkami in utrujenostjo. Sledi pojav izpuščaja, ki je podoben kot pri črnih kozah; tvorijo se mehurji ter nato kraste. Izpuščaj se najprej pojavi ponavadi na obrazu in se nato razširi na druge dele telesa, vključno s spolovili. Ko kraste odpadejo, oseba ni več kužna.
Izpuščaj se v poteku bolezni spreminja; začne se kot manjša rdeča kožna sprememba (makula) premera od dva do deset milimetrov, ki preide v bunčico (papulo), nato nastane mehurček (vezikula), ki se spremeni v gnojni mešiček (pustula) in naposled v krasto. Izpuščaj je pogosto umbiliciran, kar pomeni, da ima vboklinico na sredini, in je srbeč in boleč. Ne pojavlja se v več zagonih, kot je to primer pri noricah. Vsi izpuščaji so v isti fazi preobrazbe. Če je izpuščaj zelo intenziven, lahko ostanejo znatne brazgotine.
Do hujšega poteka bolezni lahko pride zlasti pri otrocih in osebah z imunsko oslabelostjo. Možni zapleti so sekundarne okužbe, bronhopnevmonija, sepsa, encefalitis in okužba roženice, ki lahko povzroči izgubo vida.

## Preprečevanje
Ker sta virus opičjih koz in virus črnih koz sorodna, nudi cepivo proti črnim kozam tudi (delno) zaščito pred opičjimi kozami. Ocena učinkovitosti temelji na živalskih modelih, zanesljivih podatkov za ljudi pa ni, zlasti ker so rutinsko cepljenje ljudi proti črnim kozam opustili po uspešnem izkoreninjenju te bolezni. Podatki iz Afrike kažejo, da imajo osebe, ki so bile v preteklosti cepljene proti črnim kozam, zmanjšano tveganje za okužbo z opičjimi kozami. Manjša imunost proti poksvirusom zaradi necepljenosti mlajšega prebivalstva proti črnim kozam ter upadajoče učinkovitosti cepiv pri tistih, ki so bili cepljeni še pred letom 1980 (pred opustitvijo rutinskega cepljenja), je eden od dejavnikov za povečanje števila okužb z  opičjimi kozami med izpostavljenimi posamezniki.  Ameriški Centri za nadzor in preprečevanje bolezni (CDC) za preprečitev okužbe z opičjimi kozami priporočajo cepljenje s cepivom proti črnih kozah pri osebah, ki na terenu preučujejo izbruhe opičjih koz, in pri osebah, ki skrbijo za okužene posameznike ali živali.

### Prenos okužbe
Virus vstopi v telo skozi poškodovano kožo (poškodba ni nujno, da je vidna očem), dihala ali sluznice (oči, nos ali usta). Med ljudmi naj bi se virus prenašal zlasti kapljično; z večjimi kapljicami iz dihal. Te kapljice, v katerih se nahaja virus, se po zraku ne prenašajo na daljše razdalje. Iz živali na človeka se lahko bolezen prenese pri ugrizu ali opraskanju, stiku s surovim mesom okuženih divjih živali ali ob neposrednem stiku s telesnimi tekočinami ali bolezenskimi lezijami na koži obolele živali. Okužba se lahko prenese tudi preko kontaminiranih predmetov, na primer posteljnine.

### Virus opičjih koz
Bolezen pri živalih in ljudeh povzroča virus opičjih koz. Prvi ga je identificiral Preben von Magnus leta 1958 kot povzročitelja bolezni pri javanskih makakih (Macaca fascicularis), ki so jih imeli v laboratorijih kot poskusne živali; med njimi je prišlo do dveh izbruhov bolezni, podobne črnim kozam. Javanske makake pogosto uporabljajo za poskuse na področju nevrologije. Virus opičjih koz spada med ortopoksviruse; gre za rod iz družine poksvirusov, kamor spadajo še nekateri drugi virusi, ki lahko okužijo sesalce. Naravno se virus nahaja zlasti v tropskih deževnih gozdovih osrednje in zahodne Afrike. Poznani sta dve virusni gruči: gruča I in gruča II (prej zahodnoafriška gruča in gruča kongovskega bazena, ki se imensko ujemata z izvornim zemljepisnim nahajanjem).
Virus so prvič odkrili pri opicah (od tod tudi ime) leta 1958, pri človeku pa leta 1970. Med letoma 1970 in 1979 so opisali skoraj 50 primerov okužbe pri človeku, več kot dve tretjimi sta bili v tedanjem Zairu. Ostali primeri so izvirali iz Liberije, Nigerije, Slonokoščene obale in Sierre Leone. Do leta 1986 so poročali o že več kot 400 primerih okižbe pri človeku. V osrednji in zahodni Afriki neredko poročajo o manjših izbruhih bolezni, pri kateri opažajo do okoli 10-odstotno smrtnost. Primarni vir okužbe naj bi bil pri teh izbruhih stik z okuženo živaljo oziroma njenimi telesnimi tekočinami. O prvem izbruhu bolezni zunaj Afrike so poročali leta 2003 v Združenih državah Amerike, v zveznih državah Illinois, Indiana in Wisconsin ter tudi New Jersey. Izvor izbruha je bil okužen prerijski pes, ki se je okužil od uvožene orjaške podgane mošnjičarke. Skupno so zaznali 71 primerov okužbe pri ljudeh, izbruh pa ni terjal nobenega človeškega življenja.

### Naravni rezervoar
Virus so poleg opic odkrili tudi pri orjaških podganah mošnjičarkah (Cricetomys gambianus), polhih (Graphiurus spp.) in afriških vevericah (Heliosciurus in Funisciurus). Uporaba teh živali v prehrani naj bi bila pomemben vir prenosa okužbe na človeka.
Doslej niso odkrili specifičnega naravnega rezervoarja virusa, vendar opice niso ključni rezervoar. Verjetno so dejanski naravni rezervoar virusa opičjih koz določeni afriški glodavci, med njimi tudi zgoraj našteti.

## Diagnoza
V diferencialni diagnostiki pridejo v poštev druge izpuščajne bolezni, kot so vodene koze, ošpice, bakterijske okužbe kože, garje, sifilis in kožna reakcija, povezana preobčutljivost za določena zdravila. Limfadenopatija v prodromski fazi je v pomoč pri razlikovanju opičjih koz od vodenih ali črnih koz. Diagnoza se lahko potrdi z dokazom virusne DNK. Priporoča se verižna reakcija s polimerazo (PCR) vzorca, pridobljenega iz kožne lezije; PCR vzorca krvi ponavadi ni zanesljiv, saj virus ne ostane dolgo časa v krvi. Za interpretacijo rezultata so pomembni podatki o dnevu nastopa vročine, dnevu pojava izpuščaja, datumu odvzetja vzorca, o trenutnem stanju izpuščaja in bolnikovi starosti.

## Zdravljenje
V ZDA in Evropski uniji je registrirano protivirusno zdravilo tekovirimat, ki se uporablja za zdravljenje poksvirusnih okužb, vključno z opičjimi kozami. Poleg tekovirimata se uporablja kot zdravilo izbora tudi brincidofovir. Uporablja se tudi podporno zdravljenje spremljajočih simptomov (vključno z uporabo protivročinskih zdravil) in zagotavljanje ustrezne hidratacije. Lahko je potrebno tudi nadomeščanje kisika. Izkustveno antibiotično ali protivirusno zdravljenje z aciklovirjem je lahko potrebno, če obstaja sum na prisotnost sekundarne bakterijske ali virusne okužbe (na primer sočasna okužba z virusom noric).